# Бои за Марьинку (2015)
Бои за Марьинку — боестолкновение в ходе вооружённого конфликта на востоке Украины за контроль над Марьинкой — десятитысячным городом на трассе Донецк — Курахово (начало июня 2015 года).
В ходе многочасового боя между вооружёнными формированиями ДНР и украинскими силовиками стороны применили тяжёлую артиллерию, миномёты и танки, нарушив тем самым Минские соглашения, по которым тяжёлое вооружение должно было находиться не ближе 25 км от линии соприкосновения. Обе стороны обвинили друг друга в попытке наступления и заявляли о срыве Минских соглашений.
По мнению экспертов, наступление формирований ДНР на Марьинку имело целью обезопасить свои позиции от постоянных обстрелов со стороны ВСУ, а украинская армия дала показательно жёсткий ответ, чтобы продемонстрировать свою готовность к возобновлению военных действий. Обе стороны были готовы использовать это обострение для того, чтобы вынудить своего противника пойти на уступки за столом переговоров.
Столкновения, фактически закончившиеся к вечеру 3 июня, не привели к изменению положения сторон на этом участке фронта, однако, возможно, послужили поводом для отставки спецпредставителя ОБСЕ по Украине Хайди Тальявини.

## Предшествовавшие события
В дни, предшествовавшие событиям в Марьинке, по сообщениям властей ДНР, усилились обстрелы Донецкой агломерации из тяжёлого вооружения. ВСУ со своей стороны выдвигали встречные обвинения.
2 июня в Минске состоялись встречи рабочих подгрупп Контактной группы по урегулированию ситуации на Украине. Премьер-министр Украины Арсений Яценюк после начала боёв в Марьинке заявил, что «Россия вчера сорвала трёхстороннюю встречу, а сегодня дала указание своим террористам начать военную операцию». Полпред ДНР Денис Пушилин, однако, сказал по завершении переговоров, что они прошли конструктивно и заслуживают позитивной оценки. Министр иностранных дел России Сергей Лавров 3 июня рассказал журналистам о продвижении вперёд по вопросу демилитаризации населённого пункта Широкино на мариупольском направлении, по включению в список отводимого вооружения артиллерии и миномётов калибром ниже 100 мм, по вопросам начала прямых консультаций между Киевом и Донецком с Луганском по проведению местных выборов. По его оценке, военное обострение даёт украинским политикам предлог для того, чтобы не заниматься политическими реформами и решением политических вопросов Минских соглашений: «Кто бы ни пытался обострять военную ситуацию на линии соприкосновения, они вольно или невольно преследуют цель не дать двигаться вперёд по всем другим ключевым, в первую очередь политическим, экономическим и гуманитарным, аспектам выполнения минских договорённостей».

## Данные СММ ОБСЕ
По данным Специальной мониторинговой миссии (СММ) ОБСЕ, формирования ДНР начали переброску техники к линии соприкосновения ещё поздно вечером 2 июня. Так, в 22:30 наблюдатели заметили восемь гусеничных бронированных транспортных средств (в том числе 4 танка), движущихся на запад; в 23:03 — ещё 4 танка; в 23:45 в западном направлении проехал армейский грузовик со 122-мм артиллерийским орудием; в 04:30 — два танка Т-64; в 04:50 прошла колонна в составе боевой машины пехоты (БМП-2), трёх армейских грузовиков (один — с зенитным орудием ЗУ-23-2), двух танков Т-72.
По окончании столкновений в Марьинке пресс-секретарь СММ ОБСЕ Майкл Бочуркив напомнил, что наблюдатели в дни, предшествовавшие этим событиям, фиксировали изъятие тяжёлых вооружений с мест складирования обеими сторонами конфликта.

## Ход боёв

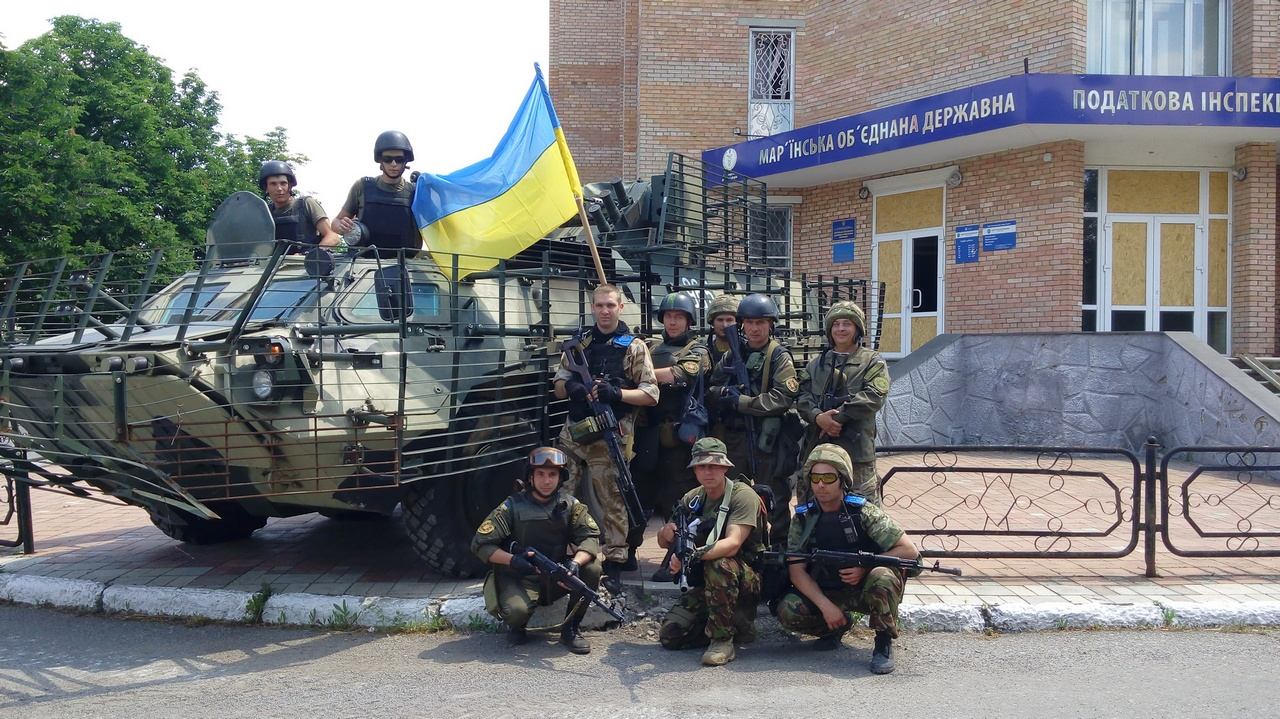
Военнослужащие Вооруженных Сил Украины и Национальной гвардии на фоне местного отделения милиции и Марьинской государственной налоговой службы, 4 июня 2015

Боестолкновения начались в ночь на 3 июня 2015 года, примерно в 3—4 часа утра по местному времени. Как в Киеве, так и в ДНР заявляли, что столкновения были спровоцированы противоположной стороной и преследуют целью срыв Минских соглашений.
Как заявил спикер администрации президента Украины по вопросам спецоперации в Донбассе Андрей Лысенко, «В 3 часа утра противник начал массированные обстрелы наших позиций возле Марьинки и Красногоровки, в том числе из тяжёлого вооружения. Противник пытается продвинуться вперед, военные отбивают все атаки и ситуацию держат под контролем». Лысенко заявил, что происходящее можно расценивать «как попытку наступления… но не на широком участке. О широкомасштабном наступлении мы говорить не можем».
В российских СМИ была озвучена версия о том, что сепаратисты отбили атаку украинской армии на примыкающий к Марьинке Петровский район Донецка, после чего перешли в контратаку и заняли Марьинку. Официальный представитель минобороны ДНР Эдуард Басурин при этом заявил агентству «Интерфакс»: «Никакого — и тем более широкомасштабного — наступления мы не ведём. Подконтрольные Киеву части сами оставляют Марьинку». Представитель Минобороны ДНР Владислав Бриг в интервью газете «Коммерсантъ» назвал происходящее в Марьинке «ответными мерами по предотвращению обстрелов столицы ДНР» (по его словам, в течение предшествовавшей недели из Марьинки велись обстрелы Кировского района Донецка): «Мы имеем полное моральное право нанести ответный удар без использования запрещённого соглашениями оружия в связи с тем, что у нас погибают мирные жители, у нас наносится ущерб инфраструктуре, и мы имеем полное право на ответную реакцию».
Как бы то ни было, 3 июня рано утром (между 4:30 и 5:00) с северо-востока жилой застройки в Марьинку вошли бойцы интербригады «Пятнашка». Не ожидавшие контратаки и не имевшие артиллерийской поддержки (украинская артиллерия в это время наносила удары по тылам ДНР, чтобы помешать переброске подкреплений), украинские войска — в первую очередь, добровольческий батальон «Киев» — частично отступили. Пройдя всю жилую застройку Марьинки насквозь, сепаратисты вышли к центру города и подняли флаг ДНР над зданием городской администрации. К рассвету почти вся Марьинка оказалась под контролем сепаратистов. К середине дня, однако, сепаратисты натолкнулись на обороняющиеся подразделения 28 бригады ВСУ в районе бывшего областного госпиталя ветеранов Великой Отечественной войны. Дальнейшее продвижение приостановилось.
Украинские военные заявляли: «Сейчас в районе населённого пункта Марьинка и Красногоровка идёт штурм позиций вооружённых сил Украины незаконными вооружёнными формированиями отдельных районов Донецкой области в количестве до 1000 боевиков при поддержке танков, БМП, 122-мм и 152-мм артиллерии».
Сепаратисты медленно, но по приказу, начали отступать и к вечеру контролировали лишь часть жилой застройки на юго-востоке Марьинки — то есть, по сути, те же позиции, которые были у них до начала столкновения.
К 16—17 часам со стороны населённого пункта Курахово были выдвинуты украинские резервы, но в голой степи, где передвижение больших колонн техники невозможно скрыть, они были накрыты огнём дальней артиллерии ДНР. К вечеру, по сообщению пресс-центра АТО, ситуация в районе населённых пунктов Марьинка и Красногоровка стабилизировалась.
Уже после начала боевых действий, как утверждалось представителями СММ ОБСЕ, попытки её представителей связаться с руководством ДНР (премьер-министром, председателем Народного совета (парламента), министром обороны, начальником Генерального штаба) и убедить их остановить наступление закончились ничем: руководители ДНР были недоступны либо не желали говорить. В свою очередь, украинская сторона уведомила СММ ОБСЕ, что силы АТО размещают свои вооружения на линии соприкосновения для борьбы с «реальной угрозой», вызванной активизацией боевых действий.
С 06:00 украинские власти перекрыли две из четырёх автодорог, по которым жители ДНР могли выезжать на подконтрольную украинским властям территорию, — «Славянск—Донецк—Мариуполь» от Волновахи до Донецка и «Донецк-Запорожье» от Донецка до города Курахово. В минтрансе ДНР заявили, что причиной перекрытия украинской стороной дорог стало «ведение боевых действий».
Украинская артиллерия тем временем наносила удары по посёлку Старомихайловка, району донецкого аэропорта, городам Горловка, Енакиево, Докучаевск и Дебальцево, населённым пунктам Широкино, Саханка, Спартак, Жабичево и Калиновка. По свидетельству журналистов Би-би-си, они, в частности, видели, как украинские войска стреляют по позициям сепаратистов из установок залпового огня «Град». Директор республиканского травматологического центра Александр Оприщенко сообщил, что в одном только Донецке ранения за день получили 60 человек. Позднее министр обороны ДНР Владимир Кононов заявил, что в течение дня в результате обстрелов погибли 15 сепаратистов и гражданских лиц. В двух шахтах около 900 шахтеров оказались запертыми под землёй из-за возникших перебоев с электричеством. К концу дня почти все они были подняты на поверхность.

## Реакция
Пресс-секретарь президента России Дмитрий Песков, как сообщает агентство РИА Новости, выразил обеспокоенность «провокационными действиями вооружённых сил Украины в Донбассе, продолжением обстрелов и гибелью людей». Песков заявил, что речь идёт о попытках «дестабилизировать, спровоцировать напряжённость», причём эти провокации организованы ВСУ. Песков выразил мнение о наличии связи между действиями украинских силовиков и предстоящим саммитом G7 в Германии. Вместе с тем он разделил позицию МИД РФ о том, что ответственного за нарушения Минских соглашений должны определить эксперты миссии ОБСЕ, работающей в Донбассе.
Представитель Госдепартамента США Мэри Харф заявила, что «Россия несёт прямую ответственность за предотвращение нападений и выполнение соглашения о прекращении огня».

## Продолжение боевых действий
В дальнейшем противостояние сторон на этом участке фронта свелось к обстрелам позиций и блокпостов противника, перестрелкам и вылазкам небольших разведгрупп.
В ночь с 16 на 17 июня 2015 года сепаратисты осуществили попытку прорыва у Марьинки группой численностью до 30 человек; позже под прикрытием 120-мм миномётов пыталась штурмовать ещё одна группа, численностью не менее 150 человек. В этих боях были ранены 10 украинских военных.

## Пленные
5 июня президент Украины Пётр Порошенко сообщил о том, что в ходе боёв в Марьинке в плен попало 12 сепаратистов, один из которых оказался гражданином России.

## В культуре
О бое за Марьинку 3 июня 2015 года упоминается в документальном фильме французских журналистов Елены Волошиной и Джеймса Кио «Выбор Олега» (Le choix d’Oleg).